# Cory Doctorow
Cory Efram Doctorow (* 17. července 1971 Toronto, Kanada) je kanadsko-britský blogger, novinář, spisovatel science fiction a spoluzakladatel blogu Boing Boing. Je aktivistou v oblasti liberalizování zákonů týkajících se autorských práv a zastáncem organizace Creative Commons, pod jejímiž licencemi vydává své knihy, a umožňuje tak čtenářům jejich sdílení. Mezi častá témata jeho děl patří např. Digital Rights Management (DRM) a sdílení souborů.

## Život a kariéra
Narodil se v Torontu v Kanadě trockistickým židovským učitelům. Jeho otec se narodil v uprchlickém táboře v Ázerbájdžánu. Doctorow se v mládí stal členem Greenpeace a zapojil se do hnutí požadující jaderné odzbrojení. Studoval na čtyřech univerzitách, aniž získal diplom.
Mezi lety 2002–2006 pracoval pro Electronic Frontier Foundation, poté se naplno začal věnovat psaní. V říjnu 2008 si vzal Alice Taylorovou, se kterou má dceru jménem Poesy Emmeline Fibonacci Nautilus Taylorová Doctorowová, která se narodila v roce 2008. Doctorow se v srpnu 2011 stal naturalizací občanem Spojeného království.

## Beletrie

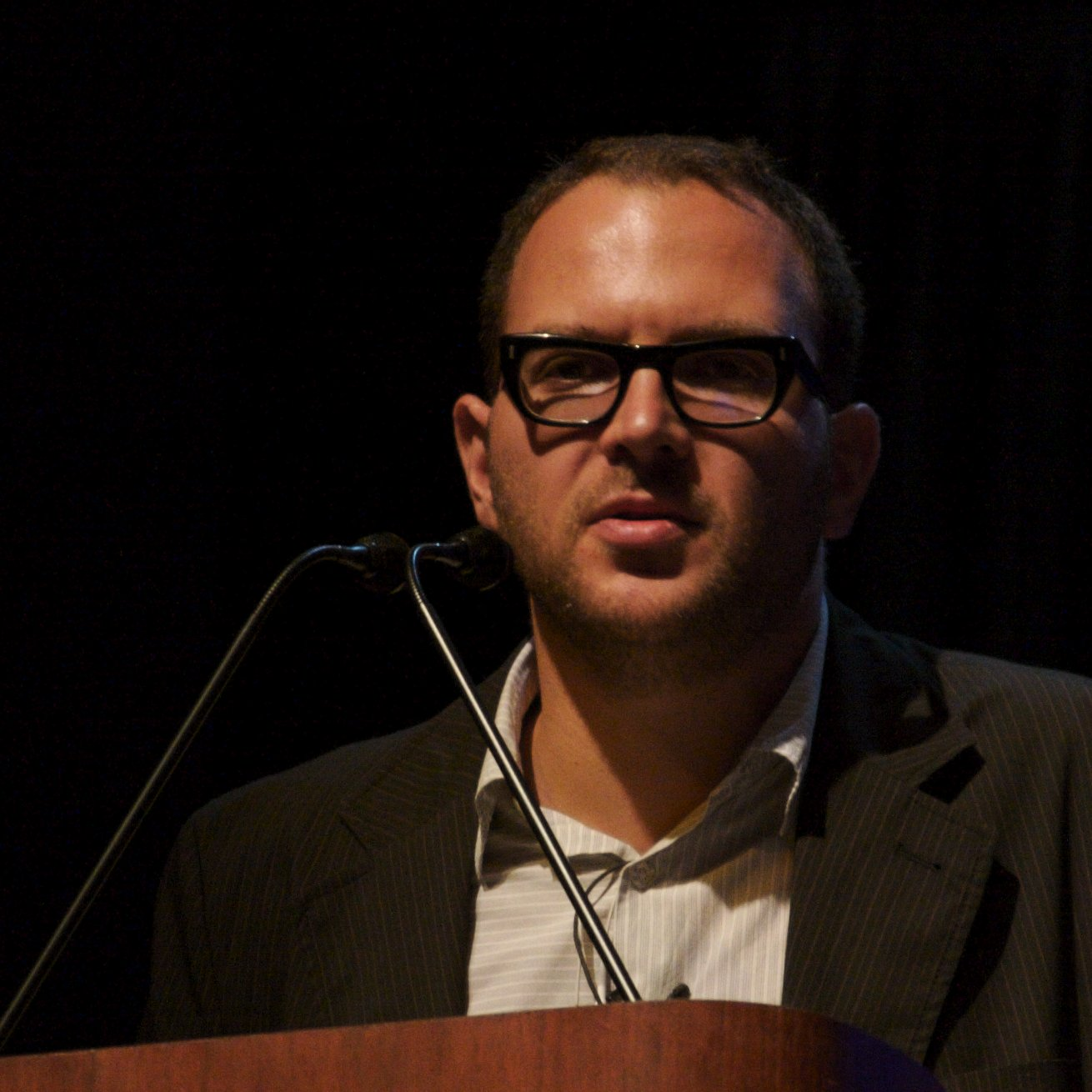
Doctorow v roce 2006

Beletristická díla začal prodávat ve svých 17 letech. Svou první knihu, Down and Out in the Magic Kingdom, vydal v lednu 2003 pod jednou licencí Creative Commons, která umožňovala šířit elektronickou verzi knihy po záminkou, že neslouží ke komerčnímu užití ani k vytváření odvozených děl. Později Doctorow změnil licenci tak, aby fanoušci odvozená díla vytvářet mohli. Elektronická verze byla vydána ve stejný čas jako tištěná verze. Kniha byla nominována na cenu Nebula a v roce 2004 získala cenu Locus za nejlepší román. Krátké pokračování s názvem Truncat vyšlo v srpnu 2003 v online magazínu Salon.com.
Jeho následující knihy jsou licencovány pod licencemi Creative Commons, které povolují odvozená díla a zakazují komerční užití. Digitální verze šiřitelné zdarma uvolňuje zároveň s vydáním tištěné verze.
V roce 2008 pod licencí Creative Commons Uveďte autora-Nevyužívejte dílo komerčně-Zachovejte licenci vydal bestseller Little Brother (česky vyšlo v roce 2011 pod názvem Malý bratr). Kniha byla nominována na cenu Hugo a získala cenu Prometheus, Sunburst, a cenu na památku Johna W. Campbella.
V květnu 2011 Doctorow publikoval sbírku povídek With a Little Help, která má za cíl ukázat výdělečnost strategie uvolňování knih pod licencí Creative Commons.

## Názory na duševní vlastnictví
Usiluje o to, aby zákony týkající se autorských práv byly liberalizovány tak, aby bylo umožněno volné sdílení všech digitálních souborů. Tvrdí, že vlastníci autorských práv by měli mít monopol na prodej svých digitálních souborů a zákony by se měly zaobírat pouze případy, kdy chce někdo produkt podléhající cizímu autorskému právu prodat.
Je odpůrcem správy digitálních práv (DRM), která podle něj omezuje svobodné šíření digitálních souborů a často způsobuje potíže oprávněným uživatelům (např. tak, že jim znemožňuje soubory kopírovat na další platformy).

## Výběr z bibliografie

### Česky
- Malý bratr. Praha: Triton, 2011. ISBN 978-80-7387-455-1. Pod licencí Creative Commons.

Povídky
- Navštivte hříchy („Visit the Sins“, 1999)
- Porotcování („Jury Service“, 2002)
- Kytice od Alenky („Flowers from Alice“, 2003)
- Andina hra („Anda's Game“, 2004)
- Já, robot („I, Robot“, 2005)
- Když Zemi vládli systemáci („When SysAdmins Ruled the Earth“, 2006)
- Tiskový zločin („Printcrime“, 2006)
- Putování mezi hvězdami („To Go Boldly“, 2009)
- Dodgersové a dobrodružné promítání na Leicester Square („The Jammie Dodgers and the Adventure of the Leicester Square Screening“, 2010)

### Anglicky
- Down and Out in the Magic Kingdom. [s.l.]: Tor, 2003. ISBN 0-7653-0436-8. Pod licencí Creative Commons.
- Eastern Standard Tribe. [s.l.]: Tor, 2004. ISBN 0-7653-0759-6. Pod licencí Creative Commons.
- Someone Comes to Town, Someone Leaves Town. [s.l.]: Tor, 2005. Dostupné online. ISBN 0-7653-1278-6. Pod licencí Creative Commons.
- Little Brother. [s.l.]: Tom Doherty Associates, 2008. Dostupné online. ISBN 0-7653-1985-3. Pod licencí Creative Commons.
- Makers. [s.l.]: Tor, 2009. ISBN 0-7653-1279-4. Pod licencí Creative Commons.
- For The Win. [s.l.]: Tor, 2010. Dostupné online. ISBN 0-7653-2216-1. Pod licencí Creative Commons.
- The Rapture of the Nerds. [s.l.]: Tor, září 2012. Dostupné online. ISBN 0-765-32910-7.(spolu s Charlesem Strossem) Pod licencí Creative Commons.
- Pirate Cinema. [s.l.]: Tor, říjen 12, 2012. ISBN 0-7653-2908-5. Pod licencí Creative Commons.
- Homeland. [s.l.]: Tor, únor 5, 2013. ISBN 978-0-7653-3369-8. Pod licencí Creative Commons.